# Sinagoga Chesed-El
La Sinagoga Chesed-El (en hebreu: בית הכנסת חסד-אל) és una sinagoga de la ciutat estat de Singapur, es troba a Oxley Rise, a l'Àrea planificada de River Valley, en el districte central de negocis de Singapur. L'edifici fou construït seguint un estil renaixentista. La sinagoga va ser construïda en l'any 1904. A mesura que la comunitat jueva va créixer més enllà de la capacitat de la sinagoga Maguen Abot, va resultar evident la necessitat de dispossar d'un segon lloc de culte a la ciutat.